# Мон Аліса Володимирівна
Аліса Володимирівна Мон (при народженні — Світлана Володимирівна Безух; нар. 15 серпня 1964 року, Слюдянка, Іркутська область, СРСР) — радянська і російська естрадна співачка, яка стала популярною в кінці 1980-х після виконання пісні «Подорожник». Друга хвиля популярності була пов'язана з її хітом 1997 року «Алмаз».

## Біографія
Народилася 15 серпня 1964 року в місті Слюдянка Іркутської області.
Навчалася в школі № 4 в Слюдянці. Добре вчилася, була активною ученицею, входила до комітету комсомолу школи, вела й організовувала культурно-масові заходи. Добре співала, сама складала пісні, створила у школі ансамбль, любила слухати пісні чеського співака Карела Готта, наслідувала Аллу Пугачову, виконуючи її пісні.
У 1983 році в Новосибірську вступила на естрадне відділення до музучилища.
Підробляла співачкою в ресторанах Новосибірська.
У 1985 році стала солісткою джазового оркестру училища. Згодом залишила цей навчальний заклад, не отримавши середньої освіти.
З 1986 по 1989 роки працювала в колективі «Лабіринт» під керівництвом Сергія Муравйова при Новосибірській державній філармонії, паралельно з цим займаючись і сольною творчістю.
Взяла псевдонім «Аліса Мон», співзвучний до «Мона Ліза». Цей псевдонім став справжнім ім'ям співачки за паспортом.
У 1988 році був виданий альбом «Візьми моє серце». До нього входила і пісня «Подорожник», що стала першим хітом співачки після її виконання на передачі «Пісня-1988». Фестиваль приніс виконавиці приз глядацьких симпатій та всесоюзну популярність.
У кінці 1980-х років відбувся перший великий гастрольний тур Аліси Мон та гурту «Лабіринт».
У 1991 році стала дипломанткою конкурсу «Midnight Sun» у Фінляндії, на якому виконала дві пісні: одну фінською, а іншу — англійською мовами.
На початку 1990-х пішла з естради, повернулася до Слюдянки, а потім поїхала до міста Ангарська в Іркутській області, де працювала художньою керівницею Будинку культури «Енергетик».
У 1993 році відновила артистичну кар'єру.
У 1997 році записала свою найвідомішу пісню «Алмаз» і зняла на неї кліп.
На сьогодні співачка рідко з'являється на телебаченні, в основному в нічних клубах і ресторанах. Живе в Москві.

## Особисте життя
Аліса Мон була двічі одружена:
- Перший чоловік гітарист гурту «Лабіринт» — Василь Маринін[3]
- Другий чоловік композитор і продюсер групи «Лабіринт» — Сергій Муравйов[4], написав «Подорожник»
  - син Сергій Сергійович Муравйов (нар. 14 листопада 1989) — виступає в нічних клубах, грає блюз, пише вірші. Разом з матір'ю записав пісню «Скажи, любов». Одружений, його дружина Дарина[5]

## Дискографія[6]
- 1988 — Возьми моё сердце // «Мелодія»[2]
- 1989 — Согрей меня
- 1997 — Алмаз // «Союз»
- 1999 — День вдвоём // «ОРТ-РЕКОРДС»
- 2002 — День вдвоём
- 2002 — Алмаз
- 2002 — Погрусти со мной
- 2002 — Потанцуй со мной
- 2005 — Мои любимые песни